# ガリーナ・シャムライ
ガリーナ・ヤコヴレヴナ・シャムライ（英: Galina Yakovlevna Shamrai 露: Гали́на Я́ковлевна Шамра́й ロシア語発音: [ɡɐˈlʲinə ˈjakəvlʲɪvnə ʂɐmˈraj], 1931年10月5日 - ）は、ソビエト連邦（現ロシア連邦）の元女子体操競技選手。ガリーナ・ヤコヴレヴナ・ルディコ（英: Galina Yakovlevna Rud'ko 露: Гали́на Я́ковлевна Рудько）との別名でも知られる。1952年のヘルシンキ五輪で2個のメダル（金メダル1個、銀メダル1個）を獲得し、1954年の世界体操競技選手権ローマ大会でも3個のメダル（金メダル2個、銀メダル1個）を獲得した。

## 経歴
1931年10月5日、ガリーナ・シャムライはソビエト連邦ウズベク・ソビエト社会主義共和国（現ウズベキスタン共和国）タシュケントで生まれた。第二次世界大戦中、学校では体操に熱中し、快活で活発な少女に育った。1948年に地元のスポーツクラブ「イスクラ・タシュケント」に加入して本格的な体操競技のトレーニングを始め、1950年のソビエト連邦選手権に初出場して個人総合で8位に入った。1952年7月のヘルシンキ五輪に出場するソビエト代表チームのメンバーに選ばれ、大会ではチームの団体総合での金メダル獲得と手具体操団体での銀メダル獲得に貢献した。また、翌1953年11月のソビエト連邦選手権では個人総合で4位に入った。
1954年6月に開催された世界体操競技選手権ローマ大会はソビエトが初めて参加する大会であり、シャムライはソビエト代表チームの最年少メンバーとして大会に臨んだ。まず、チームの団体総合における金メダル獲得に貢献し、段違い平行棒で銀メダルを獲得。個人総合では金メダルを獲得し、ソビエトの女子選手として初めて世界体操競技選手権個人総合の金メダリストになった。1955年のソビエト連邦選手権では平均台で金メダルを獲得。1956年8月のソビエト連邦選手権でも個人総合で6位、平均台で銀メダルを獲得し、その年の11月に行われるメルボルン五輪のソビエト代表に選ばれたが怪我のため大会には出場できず、競技生活から引退した。
1956年にモスクワ国立レーニン教育学研究所を卒業し、1957年から1960年までモスクワのスパルタクスポーツ協会でトレーナーを務めた。また、アナトーリ・ミハイロヴィッチ・リリンと結婚し、1958年に娘イリーナを儲けた。リリンは1956年メルボルン五輪フットボール競技の金メダリストである。1969年から1971年までブルガリア代表チームのシニアコーチを務めた後はソビエトに戻ってスパルタクスポーツ協会のシニアトレーナーに就任し、ネリー・キム、エレーナ・ダヴィドワらを育てた。1975年に国際審判員の資格を取得し、1980年モスクワ五輪では主任審判員を務めた。

## オリンピック大会以外での成績
| 年   | 大会               | 個人総合 | 団体総合 |  |    |    |    |    |
| ---- | ------------------ | -------- | -------- |  | -- | -- | -- | -- |
| 1952 | ソビエト連邦選手権 |          |          |  |    |    | 銀 |    |
| 1954 | 世界選手権         | 金       | 金       |  | 銀 |    |    |    |
| 1954 | ソビエト連邦選手権 | 銅       |          |  |    |    |    | 銅 |
| 1955 | ソビエト連邦選手権 |          |          |  |    | 金 |    |    |
| 1956 | ソビエト連邦選手権 |          |          |  |    | 銀 |    |    |